# Meyreuil

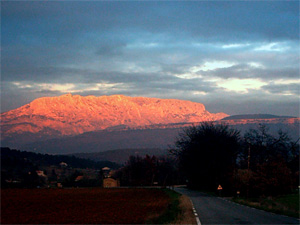
view of Montagne Sainte-Victoire from Meyreuil

Meyreuil là một xã ở tỉnh Bouches-du-Rhône, thuộc vùng Provence-Alpes-Côte d'Azur ở miền nam nước Pháp.